# Сайрагуль Сауытбай
Сайрагуль Сауытбай (каз. Сайрагүл Сауытбай; род. 1977, Иле-Казахская область, Синьцзян-Уйгурский автономный район КНР) — врач, учительница, директриса школы и детсада. В 2018 году она нелегально покинула Китай и рассказала журналистам о том, что на самом деле творится в лагерях перевоспитания в Синьцзяне (о репрессиях, геноциде и т. д.).
Она эмигрировала в Швецию, которая предоставила ей политическое убежище после того, как Казахстан не смог этого сделать.
В 2020 году ей была вручена Международная женская премия за отвагу.
В мае 2021 года опубликована её книга The Chief Witness: Escape from China’s Modern-day Concentration Camps.